# Стивън Фрик
Стивън Натаниел Фрик (на английски: Stephen Nathaniel Frick) е астронавт от НАСА, участник в два космически полета.

## Образование
Стивън Фрик завършва колежа Pine-Richland High School в Пенсилвания през 1982 г. През 1986 г. получава бакалавърска степен по аерокосмическо инженерство от Военноморската академия на САЩ, Анаполис, Мериленд. През 1994 г. става магистър по същата специалност от Института за следдипломна квалификация на USN, Монтерей, Калифорния.

## Военна кариера
Стивън Фрик става пилот на F-18 Хорнет през февруари 1988 г. и е зачислен в бойна ескадрила 83 (VF-83) на самолетоносача USS Saratoga (CV-60). Служи в Персийския залив по време на операция Пустинна буря. По време на военните действия извършва 26 бойни полета над Кувейт и Ирак. Завършва школа за тест пилоти в Мериленд през юни 1994 г. Получава назначение в изпитателна ескадрила 125, базирана в Калифорния. В кариерата си има повече от 4300 полетни часа на 38 различни типа самолети и 370 кацания на палубата на самолетоносач.

## Служба в НАСА
На 1 май 1996 г., Стивън Н. Фрик е избран за астронавт от НАСА, Астронавтска група №16. Той преминава пълен двегодишен курс на обучение и получава квалификация пилот. Взема участие в два космически полета.

### Космически полети
| Космически полети на Стивън Натаниел Фрик                        | Космически полети на Стивън Натаниел Фрик | Космически полети на Стивън Натаниел Фрик | Космически полети на Стивън Натаниел Фрик | Космически полети на Стивън Натаниел Фрик | Космически полети на Стивън Натаниел Фрик | Космически полети на Стивън Натаниел Фрик |
| №                                                                | Дата                                      | КК                                        | Емблема на мисията                        | Функции                                   | Продължителност                           |                                           |
| ---------------------------------------------------------------- | ----------------------------------------- | ----------------------------------------- | ----------------------------------------- | ----------------------------------------- | ----------------------------------------- | ----------------------------------------- |
| 1                                                                | 8 април 2002                              | „Атлантис“, мисия STS-110                 |                                           | Пилот                                     | 10 денонощия 19 часа 43 минути 38 сек.    |                                           |
| 2                                                                | 7 февруари 2008                           | „Атлантис“, мисия STS-122                 |                                           | Командир                                  | 12 денонощия 18 часа 21 минути 50 сек.    |                                           |
| Сумарно време в космоса – 23 денонощия 14 часа 05 минути 28 сек. |                                           |                                           |                                           |                                           |                                           |                                           |

## Награди
- Летателен кръст;
- Медал за похвална служба;
- Медал за похвала на USN (3);
- Въздушен медал (2);
- Медал за участие в бойните действия в Югозападна Азия (2);
- Медал на НАСА за изключително лидерство;
- Медал на НАСА за участие в космически полет.